# Миронов, Константин Яковлевич
Константин Яковлевич Миронов (1901—1941) — советский драматический актёр и режиссёр.

## Биография
В 1920—1923 гг. занимался в театральной студии под руководством Б. Е. Вахтангова; в 1926 году студия приобрела статус театра.
В театре им. Вахтангова Миронов проработал всю свою творческую жизнь, до начала войны. Работал и драматическим актёром, и режиссёром-постановщиком.
Кроме того c 1926 года преподавал актёрское мастерство в Щукинском училище.
Проживал в доме, специально построенном для работников театра Вахтангова в 1928 году в Большом Лёвшинском переулке.
В первые же дни начала войны ушёл в народное ополчение. Погиб в бою, в 1941 году, в самом начале войны. Место смерти: деревня Ухобичи Людиновского района Калужской области.

## Роли в театре
- 1923 — «Принцесса Турандот» Карло Гоцци. Режиссёр: Е. Б. Вахтангов — Измаил
- 1923 — «Правда - хорошо, а счастье лучше» А. Н. Островского. Режиссёр: Б. Е. Захава — Мухояров и Платон
- 1924 — «Женитьба» Н. В. Гоголя. Режиссёр: Ю. А. Завадский — Кочкарёв
- 1924 — «Лев Гурыч Синичкин» Д. Т. Ленского. Режиссёр: Р. Н. Симонов — Зефиров
- 1926 — «Марион де Лорм»В. Гюго. Режиссёр: Р. Н. Симонов — Ланжели, шут
- 1927 — «Партия честных людей» («Женитьба Труадека») Ж. Ромена. Режиссёр: И. М. Толчанов — Бензи
- 1927 — «Барсуки» Л. Леонова;. Режиссёр: Б. Е. Захава — Петька Грохотов
- 1927 — «Разлом» Б. Лавренёва. Режиссёр: А. Д. Попов — Ярцев, Полевой и вахтенный начальник
- 13 марта 1929 г. — «Заговор чувств» Ю. Олеши. Режиссёр: А. Д. Попов — Кавалеров
- 1929 — «На крови» С. Д. Мстиславского. Режиссёр: Р. Н. Симонов — Андрей Гарин
- 20 января 1930 г. — «Коварство и любовь» Ф. Шиллера. Режиссёры: Павел Антокольский, Осип Басов, Борис Захава — Вурм
- 1930 — «Авангард» В. П. Катаева. Режиссёр: А. Д. Попов — Ланговой
- 1930 — «Темп» Н. Ф. Погодина, он же постановщик совместно с О. Н. Басовым, А. А. Орочко, Б. В. Щукиным — Максимка, Гончаров
- 19 мая 1932 г. — «Гамлет» Шекспира. Режиссёр и художник — Николай Акимов — Гильденстерн, Фортинбрас
- 1932 — «Егор Булычов и другие» М. Горького, режиссёр Борис Захава — Тятин
- 1933 — «Достигаев и другие» М.Горького, режиссёр Захава — Тятин
- 1934 — «Человеческая комедия» по Бальзаку, режиссёры Козловский, Щукин, К. Я. Миронов
- 1935 — «Аристократы» Н. Погодина. Режиссёр: Б. Е. Захава — Громов
- 1936 — «Флоридсдорф» Ф.Вольфа. Режиссёры: П. Г. Антокольский, А. И. Ремизова

## Постановки спектаклей
- 1930 — «Темп» Н. Ф. Погодина, совместно с О. Н. Басовым, А. А. Орочко, Б. В. Щукиным
- 1934 — «Человеческая комедия» по Бальзаку, совместно с А. Д. Козловским и Б. В. Щукиным
- 1937 — «Без вины виноватые» А. Н. Островского, совместно с И. М. Рапопортом
- 1936 — «Трус» А. А. Крона, совместно с В. В. Куза
- 1937 — «Человек с ружьём» Н. Погодина, под руководством Р. Симонова